# Joseph Yacoub
Pour les articles homonymes, voir Yacoub.
Joseph Yacoub (né le 2 juillet 1944 à Hassaké au nord-est de la Syrie) est un politologue et historien  d'origine assyro-chaldéenne-syriaque. Ayant le soureth (l’araméen) comme langue maternelle et l'arabe comme première langue d’environnement, il est professeur émérite de l’université catholique de Lyon.

## Biographie
Rescapés du génocide assyrien (assyro-chaldéen syriaque) de 1915, ses parents sont originaires du district d'Ourmia et Salmas/Salamas en Iran. 
Docteur en histoire (troisième cycle) et docteur d’État ès-lettres et sciences historiques de l'université Lyon II (France), Joseph Yacoub est spécialiste des droits de l'homme, des minorités ethniques, linguistiques, religieuses et culturelles dans le monde et des chrétiens d'Orient. Il a été professeur de science politique à l'université catholique de Lyon, de juillet 1975 à octobre 2011, principalement à l’Institut des droits de l'homme (IDHL), dont il est l’un des initiateurs. Ses travaux ont fait l'objet de nombreuses recensions et analyses critiques. 
Il a été titulaire et fondateur de la chaire « Mémoire, cultures et interculturalité » de l'UNESCO à l’université catholique de Lyon de novembre 2007 à octobre 2011 et directeur de la rédaction de sa revue : Études interculturelles (2007-2011). Il est membre du conseil d’orientation de la chaire et du comité de rédaction de sa revue.  
Il a été engagé dans la commémoration qui marqua le centenaire du génocide assyro-chaldéen-syriaque de 1915, en Europe et dans le monde et continue à œuvrer à sa reconnaissance par ses travaux et activités. Joseph Yacoub consacra sa thèse de doctorat d’État à : La Question assyro-chaldéenne, les Puissances européennes et la Société des Nations, 1908-1938, (Université Lyon II, 1985). 
Il est l'auteur de nombreux ouvrages et articles, traduits dans une dizaine de langues.

## Œuvre

### Ouvrages
- The Assyrian Question, Alpha Graphic, Chicago, 1986, réédité en 2003, traduit en turc et en arabe.
- Les minorités : quelle protection ?, Éditions Desclée de Brouwer (DDB),  Paris, 1995.
- Babylone chrétienne : géopolitique de l'Église de Mésopotamie, DDB, Paris, 1996.
- Réécrire la Déclaration universelle des  droits de l’homme, DDB, Paris, 1998; réédité et mis à jour en 2008.
- Les minorités dans le monde : faits et analyses, DDB, 1998, 924 p.
- Au-delà des minorités : une alternative à la prolifération des États, Éd. de l'Atelier, Paris, 2000, traduit en arabe.
- Au nom de Dieu ! : les guerres de religion d’aujourd’hui et de demain, Éd. JC. Lattès, Paris, 2002, traduit en tchèque.
- Menaces sur les chrétiens d’Irak, Éd. CLD, Chambray-lès-Tours, mars 2003. Traduit en italien au terme d’une mise à jour : I Cristiani d’Iraq, Éd. Jaca Book, Milano, 2006.

prix de la Sélyre en 2003
- À l'épreuve des civilisations et des cultures, repenser les droits de l'homme : une approche critique, in L'Odyssée des droits de l'homme. Tome III, Enjeux et perspectives des droits de l'homme, J. Ferrand et H. Petit (éd.), L'Harmattan, Paris, 2003.
- Les droits de l’homme sont-ils exportables ? : géopolitique d’un universalisme, Éditions Ellipses, Paris, décembre 2004.
- Le minoranze cristiane in Siria, in Siria, a cura di Mattia Guidetti (participation à un ouvrage collectif), Jaca Book, ottobre 2006, Milano.
- Démocratie et fondamentalisme religieux dans les pays arabes, Communication présentée au colloque d’Athènes les 1-2 juin 2006. Thème du colloque « Société démocratique et droits de l’homme », Annuaire international des droits de l’homme, vol. II, 2007, par les soins des Éditions Bruylant (Belgique) et Sakkoulas (Grèce).
- Fièvre démocratique et ferveur fondamentaliste : dominantes du XXIe siècle, Éd. du Cerf, Paris, février 2008.
- L’Humanisme réinventé,  Éd. du Cerf, Paris, 2012.
- Diversité culturelle et universalité des droits de l’homme, in Les droits de l’homme : défis et mutations, ouvrage collectif sous la direction de André S. Dizdarevic et Roger Koussetogue Koudé, L’Harmattan, 2013, Paris.
- La reconnaissance internationale de la diversité culturelle et des minorités : leur statut dans le monde arabe, in Minorities in Iraq. Memory, identity and challenges, edited by Sa’ad Salloum, Masarat for cultural and Media development, Bagdad-Beyrouth, 2013.
- Participation à un ouvrage collectif : « Multiculturalism  and Minority Rights  in the Arab World », edited by Will Kymlicka and Eva Pföstl, communication  intitulée : « How does the Arab World perceive Multiculturalism and treat its minorities ? The Assyro-Chaldeans of Iraq as a case study », Éditions Oxford University Press (OUP), Oxford, 2014.
- Qui s’en souviendra ? : 1915 : le génocide assyro-chaldéen-syriaque, Éditions du Cerf,  Paris, octobre  2014.
- Ouvrage avec son épouse Claire Weibel Yacoub, Oubliés de tous : les Assyro-Chaldéens du Caucase, Éditions du Cerf, Paris, septembre 2015

prix académique de l'Œuvre d'Orient en mai 2016.
- Year of the sword, The Assyrian Genocide. A History, (traduit du français et mise à jour de : Qui s’en souviendra ? : 1915 : le génocide assyro-chaldéen-syriaque, Éd. du Cerf), Hurst publisher, Londres, Oxford University Press in the United States, Canada, Latin America, 2016[11].
- Une diversité menacée, les Chrétiens d'Orient face au nationalisme arabe et à l'islamisme, éditions Salvator, Paris, 2018.
- Le Moyen-Orient syriaque, la face méconnue des Chrétiens d'Orient, éditions Salvator, Paris, 2019.

### Journaux et périodiques
- Depuis 1984, il publie dans différents journaux nationaux français: Le Figaro, La Croix, Le Monde [12], et des articles dans la presse francophone (L'Orient-Le Jour au Liban, La Libre Belgique, Le Devoir au Québec...) et arabophone (Al-Hayat, Al-Quds al-Arabi...) et dans  bien d'autres journaux à l'étranger (Avvenire, Italie...). Il fut également chroniqueur à l'hebdomadaire français Témoignage chrétien.
- Publications dans Diogène (revue): Pour un élargissement des droits de l'homme, Diogène, revue de philosophie et de sciences humaines, UNESCO, PUF, Paris, n° 206, avril-juin 2004, traduit en anglais; La Dignité des personnes et des peuples. Apport mésopotamien et syriaque, Diogène, UNESCO, n° 215, juillet-septembre 2006, traduit en anglais et en portugais.
- Publications dans la Revue trimestrielle des droits de l'homme[13], dans la revue Vita e Pensiero[14] et d'autres périodiques (Le Monde diplomatique, Confluence Méditerranée, Proche-Orient chrétien, Les annales de l'Autre Islam...).
- Communications à de nombreux colloques internationaux et rencontres comme spécialiste des minorités[15]

### Travaux spécifiques liés à la question assyro-chaldéenne
- Les Réfugiés assyro-chaldéens de Turquie, CEDRI, Forcalquier, 1986.
- Les Assyro-Chaldéens d’aujourd’hui, L’Afrique et l‘Asie modernes, CHEAM, Paris, 1986-1987, p. 28-44.
- Les Assyro-Chaldéens. Un peuple oublié de l’histoire, Groupement pour les droits des minorités (GDM), Paris, 1987.
- La Question assyro-chaldéenne, les puissances européennes et la Société des Nations,  Guerres mondiales et conflits contemporains,revue trimestrielle d'histoire, PUF,  n° 151, Paris, 1988, p. 103-120.
- Diasporas et Développement, numéro spécial de la revue Histoires de développement, Université catholique, n° 6, juin 1989. Ce numéro fut co-dirigé par Jean-Louis Rocca et Joseph Yacoub, il contient trois articles sur les Assyro-Chaldéens.
- Les Assyro-Chaldéens, une minorité en voie d'émergence?, Centre québécois de relations internationales, Canada, Québec, Université Laval, juin 1990, p.341-373.
- Les Assyro-Chaldéens, traduit en japonais in: Minorities in the World and the legal system, Buraku Liberation Research Institute, Osaka, 1991, p.226-246.
- Les Assyro-Chaldéens, une minorité dispersée, Hommes et Migrations, numéro spécial consacré au sujet « Minorités au Proche-Orient », janvier-février 1994, Paris, p. 37-41.
- De Babylone à Paris : La Diaspora assyro-chaldéenne, L’Espace géographique, numéro consacré aux diasporas, Michel Bruneau coordinateur, Doin éditeurs - Paris, Reclus-Montpellier,  tome XXIII, n° 1, 1994, p. 29-37.
- Les Assyro-Chaldéens originaires de Turquie : Une communauté en situation migratoire, Les Annales de l’autre Islam, INALCO-ERISM, 1995, n° 3, Paris, p. 451-466.
- Minorities and Religions in Europe. Case-study: The Assyro-Chaldeans of Turkey, 2006, in European Yearbook of Minority issues, publié par  European Center of Minority issues (ECMI), Flensburg, Allemagne, vol. 4, 2004/5,  Martinus Nijhoff Publishers.
- Participation au documentaire de Robert Alaux, réalisateur, Les Derniers Assyriens, Paris, Lieurac productions (éd. distrib.), 2005.
- Les Assyro-Chaldéens du Caucase. Une trajectoire migratoire méconnue, Conférence donnée à l’université Saint-Esprit, Kaslik, Liban, 5 décembre 2014.
- Participation au documentaire de Robert Alaux et Nahro Beth-Kinné, Seyfo l'élimination. Centenaire d'un génocide 1915-2015.
- Les chrétiens d’Orient en France : capacité d’adaptation et attachement à leur identité : étude de cas : les Assyro-Chaldéens de France, communication présentée au colloque « L’unité des chrétiens. Pourquoi ? Pour quoi ? », Institut supérieur d’études œcuméniques (ISEO), Institut catholique de Paris, 17-18-19 mars 2015.
- La diaspora assyro-chaldéenne : entre identité et intégration in La vocation des Chrétiens d’Orient : défis actuels et enjeux d’avenir dans leurs rapports à l’islam, Éd. Karthala, Paris, 2015, p. 189-206.